# Протомаестро
Протомаестро або прото — титул у Венеційській республіці, що надавався керівникам будівництва або старшим технічним спеціалістам, які  обслуговували будівлі та інженерні споруди у містах Венеційської лагуни. Термін відомий з XV століття (кватроченто).
Термін «протомаестро» не був синонімом понять «архітектор» або «автор проєкту будівлі»; «прото» часто поєднував різні ролі — архітектора, виконроба, клерка, керівника будівництва, координатора, розпорядника фінансів на будівництво. На думку Вінченцо Скамоцці, зокрема «прото» «мав розуміти всі аспекти будівництва, такі як облаштування фундаментів, зведення стін і склепінь, а також вміти зводити колони і всі види цегляного орнаменту, й уміти встановлювати різьблені камені на їхні місця належним чином».
Посада протомаестро була престижною і добре оплачуваною. Будівлі зводилися протягом багатьох років, тому прото мав постійне місце роботи з гарною заробітною платою, часто із наданням житла та харчування. Під час будівництва Сан-Заккарія у 1458 році прото був призначений Антоніо Гамбелло з оплатою 100 дукатів на рік. Його наступник Мауро Кодуччі отримував 80 дукатів (нижча зарплата, імовірно, була пов'язана з тим, що взимку Кодуччі міг повертатися в Бергамо). Антоніо Ріццо як прото Палацу дожів у 1484 році отримував 100 дукатів, влітку 1485 року його зарплату збільшили до 125 дукатів, а в жовтні 1491 року вона становила не менше 200 дукатів. Відомо також, що взимку 1544 року зарплата протомаестро Собору Святого Марка, архітектора Якопо Сансовіно, становила 200 дукатів на рік.
Протомаестро відповідав за всі аспекти будівництва. Коли під час будівництва за невідомих до кінця причин обвалилася частина Бібліотеки Марчіана, Сансовіно позбавили посади протомаестро, піддали великому штрафу і ув'язнили. Будівництво нової будівлі бібліотеки розпочали за проєктом Сансовіно у 1537 році. 18 грудня 1545 року обвалилося склепіння, виконане з важкої кладки. Під час подальшого розслідування Сансовіно стверджував, що робітники передчасно прибрали тимчасові дерев'яні опори до моменту застигання бетону, і що постріл з гармати, який як салют було зроблено з галери неподалік від площі Святого Марка, спричинив фатальне тремтіння конструкції. Проте архітектора було засуджено на особисту компенсацію вартості збитків (від 800 до 1000 дукатів), на що йому знадобилося 20 років. У 1565 році прокуратори списали залишок боргу в обмін на скульптурні роботи Сансовіно. Рішення прокураторів, датоване 20 березня 1565 року, зберігається в Державному архіві Венеції. Крім того, виплата заробітної плати протомаестро була припинена до 1547 року. Після обвалу конструкцію було змінено: для підтримки даху використали легшу дерев'яну конструкцію.

## Відомі «прото»
Відомі архітектори, такі як Якопо Сансовіно, Бальдассаре Лонґена та П'єтро Саккардо були протомаестро базиліки Святого Марка у Венеції. Алессандро Треміньон був прото Венеційського арсеналу, а Андреа Тіралі — прото для Magistrato alle acque, установи, що займалася гідравлічними системами Венеціанської лагуни.
Антоніо Ріццо та П'єтро Ломбардо були протомаестро Палаца дожів.
Сьогодні цей термін досі використовується Венеційським патріархатом для позначення особи, що контролює обслуговування базиліки Святого Марка.